# Природњачки центар Србије у Свилајнцу
Природњачки центар Србије Свилајнац је научно-образовна институција и музеј посвећен научном туризму. Налази се поред регионалног пута Марковац—Свилајнац—Деспотовац, у непосредној близини комплекса Спортско-туристичког центра, на 6 километара од међународног пута (Е75), у правцу Деспотовца, на 110 километара од Београда.

## О музеју
Његова изградња је започела 29. јуна 2010, а свечано је отворен 29. јуна. 2015. године. Објекат је површине од 3.000 квадратних метара и у њему се налазе четири тематске изложбе:
- „Геолошки времеплов”, на којој је представљен настанак планете Земље и њен развој кроз различите епохе, од Великог праска до постанка човека.[1]
- „Свет диносауруса”, палеонтолошка поставка. Смештена је у централном делу зграде.[1] Састоји се од седам скелета у природној величини различитих врста диносауруса, из периода мезозоика.[3] Реплике су урађене по узору на оригиналне фосиле последњих генерација, до којих је наука дошла.[2]
- „Свет минерала и стена”, са минералима и стенама од којих је изграђена планета.[3] Располаже збирком веома ретких минерала. Покривена су најзначајније рудне територије Србије, укључујући и Косово и Метохију, где се налазе значајна налазишта и заступљени су вероватно најлепши минерали.[2] Један од најатрактивнијих експоната на овој изложби је минерал јадарит, који је за сада пронађен једино на територији Србије, а по свом хемијском саставу одговара криптониту из Суперменових стрипова.[1] Из иностранства су најатрактивнији аметист из Бразила и 90 центиметара висока геода.[2]
- „Биодиверзитет Србије”, на којој је представљено богатство флоре и фауне Србије[3] Све врсте су оригиналне и направљене су специјалним препараторским методама. Приказане су у карактеристичним ситуацијама, кроз сва четири годишња доба и кроз различите делове дана.[1]

Поред изложбеног простора, у објекту се налазе учионице за истраживачки рад, као и мултимедијална сала са 3D биоскопом, са 60 места.
У спољашњем делу се налази забавни парк, на 15.000 квадратних метара, који носи назив (енгл. Dinosville), а намењен је најмлађима. Састоји се од:
- дино парка, који заузима највећи део и садржи 20 реплика диносауруса у природној величини, од којих је највећа реплика диплодокуса, висине 11 метара и 20 дужине.[3]
- шетње кроз вулкан - креће се кружном путањом, у чијем је централном делу модел вулкана висок 10 метара, у који посетиоци могу да уђу и истраже магматске активности. Око вулкана је пространа зелена површина, са минијатурним језером.[1]
- игра и опуштање - на ободу парка се налази ресторан, као и играонице, у којима деца преузимају улогу истраживача и научника, улазећи кроз игру у свет науке. У парку је смештена и сувенирница са тематиком парка.[1]